# Krešimir Lončar
Krešimir Lončar, (nacido el 12 de febrero de 1983 en Split, Croacia) es un jugador de baloncesto croata. Con 2.10 de estatura, su puesto natural en la cancha es el de pívot. 

## Trayectoria
- DJK Würzburg (2000–2002)
- Benetton Treviso (2002–2003)
- Teramo Basket (2003–2004)
- BC Kiev (2004-2006)
- Lokomotive Rostow (2006–2008)
- UNICS Kazán (2008–2010)
- BK Jimki (2010-2014)
- Valencia Basket (2014-2015)
- ALBA Berlin (2015-2016)
- s.Oliver Baskets (2016-)

## Palmarés
- LEGA: 1

Benetton Treviso: 2003
- Supercopa de Italia: 1

Benetton Treviso: 2002
- Copa de Italia: 1

Benetton Treviso: 2003
- VTB United League: 1

BK Jimki: 2010-11
- ULEB Eurocup: 1

BK Jimki: 2011-2012
- Copa de Rusia: 1

UNICS Kazán: 2009
- Copa de Alemania: 1

Alba Berlín: 2016